# Kyzylbalkhach
Le col de Kyzylbalkhach (en russe Кызылбалхаш) est un col de montagne situé dans le versant nord du Chapchal, massif faisant partie de l'Altaï en Russie. Son altitude est de 2 213 mètres. Ce col prisé des randonneurs est situé aux confins de la république de Touva, de la Khakassie et de la république de l'Altaï. Il est traversé par une route de montagne qui ouvre l'accès à l'Altaï en provenance de Touva. Le col de Kyzylbalkhach est ouvert de juin à septembre.
Son versant nord donne naissance à la rivière Tchibit, affluent du Petit Abakan (117 km) qui se jette lui-même dans l'Abakan (514 km) et appartient au système hydrologique de l'Iénisseï.